# تورالف اسکولم
تورالف اسکولم (انگلیسی: Thoralf Skolem; ۲۳ مهٔ ۱۸۸۷ – ۲۳ مارس ۱۹۶۳) دانشمند در زمینه منطق ریاضیاتی اهل نروژ بود.